# 히토이로
《一色》(일본어: ひといろ, 히토이로, 한 가지 색)는 나카시마 미카가 'NANA starring MIKA NAKASHIMA'라는 이름으로 낸 20번째 싱글이다. 오리콘 차트 주간최고랭킹 5위를 기록했다.

## 해설
- 전작인 《NANA》에 계속된 주연을 맡은 영화 NANA2의 주제가이다. NANA starring MIKA NAKASHIMA로 낸 마지막 앨범이기도 하다. NANA starring MIKA NAKASHIMA의 처음이자 마지막인 앨범 《THE END》에도 이 싱글곡과 c/w곡이 전부 수록되어있다.
- 작사는 《GLAMOROUS SKY》, 《NANA》의 원작자인 야자와 아이가 했다. 작곡, 프로듀스는 TAKURO가 했다.

## 수록곡
（작곡 : TAKURO, 편곡 : TAKURO, 사쿠마 마사히데)
1. 一色
  - 작사:야자와 아이
  - 영화 NANA2의 주제가
2. 一色（Instrumental）
3. EYES FOR THE MOON
  - 작사 : TAKURO
  - MANA2의 주제가
4. EYES FOR THE MOON（Instrumental）